# Espacate

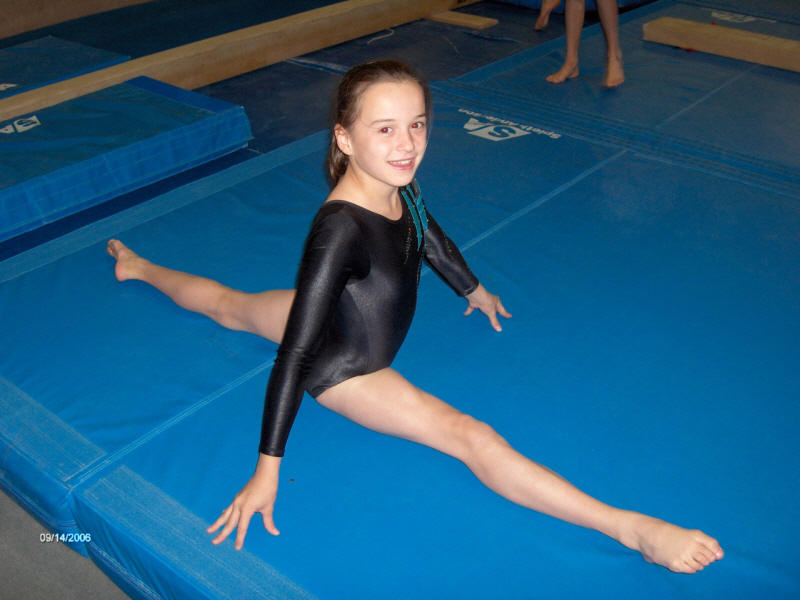
Uma ginasta realizando um espacate no solo

Espacate, ou espacato, espargata (do italiano spaccata), também chamado abertura de pernas, jamilla split drop, grand écart, e, hanumanasana, é um movimento ginástico que consiste em abrir as pernas paralelas ao solo de modo que estas formem um ângulo de 180°, que pode ser executada de forma: lateral, frontal e vertical. Normalmente é executado nas ginasticas: artística, ginastica, rítmica e, acrobática.
O movimento em si trata do alongar das pernas, algo que nem todos conseguem fazer, pois os membros inferiores possuem uma camada óssea e uma musculatura mais densas. Em decorrência disso, a prática desta abertura necessita ser diária, a fim de não perder a capacidade desta realização, em vista da eventual e natural perda da flexibilidade corporal.[carece de fontes?] O espacate começa a ser ensinado desde cedo - ainda na infância - nas aulas de ginástica (quando voltado para ela), pois trata-se do momento em que o corpo está em formação e por isso, tendendo a ser mais facilmente "moldável".
Este movimento é também presente nas artes marciais, na dança, na preparação para os esportes em geral e em formas de meditação e relaxamento. Para realizar um espacate, é necessário treinamento contínuo, repetitivo e gradual. Alonga-se uma perna por vez, até chegar a abertura total ou parcial (próxima aos 180º).

## Nomenclaturas
O espacate da ginástica, ou espacato, (em inglês split) em portugues chamado também de abertura de pernas, é um movimento que em outras atividades físicas recebe outras denominações como: Jamilla Split Drop no poledance; Hanumanasana (postura do macaco) na yoga, e; Grand Écart no balé.